# L'Assuca
L'Assuca és una muntanya de 1.310 metres que es troba al municipi d'Ogassa, a la comarca catalana del Ripollès.
Al cim podem trobar-hi un vèrtex geodèsic (referència 292084001).